# European Economic Review
Die European Economic Review (EER) ist eine wirtschaftswissenschaftliche Zeitschrift, die durch Elsevier mit acht Ausgaben pro Jahr herausgegeben wird. Seine Gründer im Jahr 1969 sind die belgischen Ökonomen Herbert Glejser und Jean Waelbroeck. Als Chefredakteure fungieren (Stand 2012) Gerard A. Pfann, Theo Eicher, Ayse Imrohoroglu, Eric Leeper und Jörg Oechssler. Die European Economic Review gehört zu den 10 Prozent der besten volkswirtschaftlichen Wissenschaftspublikationen.

## Geschichte
Die European Economic Review (EER) wurde 1969 ursprünglich durch die Association Scientifique Européenne d’Economie Appliquée (ASEPELT) mit dem Ziel geschaffen für die europäischen Volkswirte eine gemeinsame Fachzeitschrift zu erschaffen, um die Aufspaltung der Forschung in unterschiedliche nationale Publikationen zu verringern. Das Eigentum an der EER ging hierbei an den Herausgeber –Elsevier– über.
Als erste Chefredakteure wurden Herbert Glejser und Jean Waelbroeck –der Vorsitzende von ASEPELT– bestimmt, bevor 1986 die Redaktion um Peter Neary und Agnar Sandmo erweitert wurde. Bis 1994 waren diese durch François Bourguignon, Francesco Giavazzi, Seppo Honkapohja und Anthony Venables ersetzt worden, die wiederum bis 2004 durch Zvi Eckstein, Gerard A. Pfann, Thorvaldur Gylfason, Jürgen von Hagen und Esther Gal-Or ersetzt wurden.
Das Redaktionsteam besteht seit 2013 aus Theo S. Eicher (University of Washington), Ayse Imrohoroglu (University of Southern California), Eric M. Leeper (Indiana University Bloomington), Jörg Oechssler (Ruprecht-Karls-Universität Heidelberg) und Martin Pesendorfer (London School of Economics and Political Science).
Von 1986 bis 2003 war die European Economic Review die offizielle Zeitschrift der European Economic Association (EEA), allerdings wurde dieser Titel 2003 aufgrund der Unzufriedenheit der EEA mit dem Eigentumsverhältnissen sowie den Preisen von Elsevier an das neu geschaffene Journal of the European Economic Association übertragen.

## Inhalte
Die European Economic Review versteht sich als europäisches Publikationsorgan hochwertiger Forschungsbeiträge aus der theoretischen und empirischen Volkswirtschaftslehre. Während das EEA bezüglich der inhaltlichen Ausrichtung der Zeitschrift keine spezifische Politik verfolgt, werden dennoch hohe Maßstäbe an die wissenschaftliche und insbesondere methodologische Strenge der Beiträge gelegt, was zu einer Ablehnungsrate von 90 % bezüglich der Artikelvorschläge beigetragen hat.

## Rezeption
In einer Studie von Kalaitzidakis et al. (2003) belegte die European Economic Review Platz 14 von 159 ausgewerteten Publikationen, rutschte jedoch in einer aktualisierten Studie von Kalaitzidakis et al. (2011) auf Platz 16 von 209 verglichenen Publikationen ab. Im wirtschaftswissenschaftlichen Publikationsranking des Tinbergen-Instituts an der Universität Amsterdam wird die European Economic Review in der Kategorie A („sehr gute allgemeine wirtschaftswissenschaftliche Fachzeitschriften und Spitzenzeitschriften im jeweiligen Fachgebiet“) geführt. Eine weitere Studie der französischen Ökonomen Pierre-Phillippe Combes und Laurent Linnemer listet das Journal mit Rang 17 von allen wirtschaftswissenschaftlichen Zeitschriften in die zweitbeste Kategorie AA ein.
Der Impact Factor der European Economic Review lag im Jahr 2012 bei 1,331. In der Statistik des Social Sciences Citation Index wurde sie mit diesem Impact Factor an 93. Stelle von 333 Journals in der Kategorie Wirtschaftswissenschaften geführt.